# 두실역
두실역(斗實驛)은 부산광역시 금정구 구서동에 있는 부산 도시철도 1호선의 지하철역이다. 이 역부터 범어사역까지 지하 구간이다. 
야간에 부산종합버스터미널로 들어오는 고속버스들이 이 역에서 중간 하차한다. 부산종합버스터미널의 노포동으로 갓 이전할 당시에는 노포 나들목이 개통하지 않아서 모든 버스들이 구서 나들목으로 진출한 후 이 역에서 중간 하차했으며, 2005년 11월 14일 노포차량사업소 뒤쪽에 노포 나들목이 개통한 후에는 심야 시간대에 부산으로 들어오는 차량만 이 역에서 중간 하차한다. 이 여파로 2006년 이후에는 이용률이 크게 낮아졌다.

## 역사
- 1985년 7월 19일 : 부산 도시철도 1호선 개통과 함께 영업 개시

## 역명의 유래
바로 옆에 두실(斗實)마을이 있어서 역명이 정해졌으며 현재도 이 주변을 두실마을이라고 부른다. 그러나 이 역명은 원래 고유어임에도 불구하고 한자로 표기한다. 두실마을은 구서마을이 형성된 이후에 새로 형성된 마을이라고 하여 새마실·새마을이라고 불렀는데, 논밭이 비옥하고 항상 곡식이 가득한 곳이라고 하여 붙여진 명칭으로 전해진다.

## 역 구조
2면 2선 상대식 승강장이 있는 지하역이다. 스크린도어가 설치되어 있다.
- 반대편횡단: 불가능

### 승강장
| 구서 ↑ |
| \| 상  |
| ↓ 남산 |

| 상행 | ● 부산 도시철도 1호선 | 동래·서면·부산역·신평·다대포해수욕장 방면 |
| 하행 | ● 부산 도시철도 1호선 | 범어사·노포 방면                          |

## 역 주변
- 구서초등학교
- 부곡동
- 부산은행
- 이슬람교 부산성원(부산 알파타 성원)
- 국민은행
- 두실마을
- 안국선원
- 남산중학교

## 승차량 변동
| 역 노선 | 승차 인원 | 승차 인원 | 승차 인원 | 승차 인원 | 승차 인원 | 승차 인원 | 승차 인원 | 승차 인원 | 승차 인원 | 승차 인원 | 승차 인원 | 승차 인원 | 승차 인원 | 승차 인원 | 주 석 |
| 역 노선 | 2002년    | 2003년    | 2004년    | 2005년    | 2006년    | 2007년    | 2008년    | 2009년    | 2010년    | 2011년    | 2012년    | 2013년    | 2014년    | 2015년    | 주 석 |
| ------- | --------- | --------- | --------- | --------- | --------- | --------- | --------- | --------- | --------- | --------- | --------- | --------- | --------- | --------- | ----- |
| 1호선   | 14450     | 13285     | 12390     | 11471     | 7900      | 7663      | 7956      | 8009      | 8131      | 8336      | 8326      | 8528      | 8663      | 8695      | [ 2 ] |

## 사진

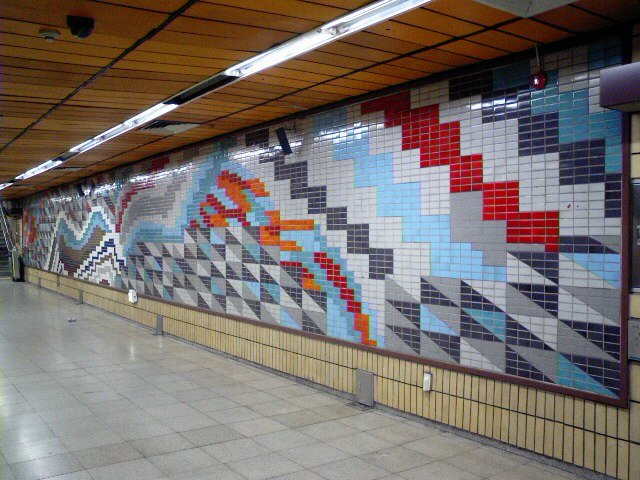
노포역 방면 벽화

## 인접한 역
| 부산 도시철도 1호선          | 부산 도시철도 1호선   | 부산 도시철도 1호선 |
| ---------------------------- | --------------------- | ------------------- |
| 130 구서 다대포해수욕장 방면 | ● 부산 도시철도 1호선 | 132 남산 노포 방면  |